# Hemibystra infulata
Hemibystra infulata là một loài tò vò trong họ Ichneumonidae.